# Julia Frances Smith
Julia Frances Smith (* 25. Januar 1905 in Denton/Texas; † 27. April 1989 in New York City) war eine US-amerikanische Komponistin und Pianistin.

## Leben
Smith nahm in ihrer Jugend Unterricht bei Harold von Mickwitz am Institute of Musical Art in Dallas. Sie studierte dann bis am North Texas State Teachers College und von 1932 bis 1939 an der Juilliard School of Music Komposition bei Rubin Goldmark und Frederick Jacobi und Klavier bei Carl Friedberg. An der New York University erwarb sie den Master- (1933) und den Doktorgrad (1952). Ihre Dissertation Aaron Copland: His Work and Contribution to American Music erschien 1955 in New York im Druck. 1963 erschien ihr Buch Master Pianist: The Career and Teaching of Carl Friedberg.
Von 1933 bis 1942 war Smith Mitglied des Orchestrette Classique of New York, eines von Frédérique Petrides gegründeten Frauenorchesters, das mehrere ihrer Kompositionen uraufführte. Anlässlich der 100-Jahr-Feier des Staates Texas komponierte Smith die Oper Cynthia Parker, mit deren Aufführung 1939 sie einem größeren Publikum bekannt wurde. Neben fünf weiteren Opern komponierte sie u. a. eine Sinfonie zwei Orchestersuiten, eine Bläserouvertüre, ein Klavierkonzert, kammermusikalische Werke, Klavierstücke, Chorwerke und Lieder.
Ab 1935 unterrichtete Smith an der Hamlin School in New Jersey, von 1940 bis 1942 an der Juilliard School. 1941 gründete sie das Department für Musikerziehung am Hartt College, das sie bis 1949 leitete. Von 1946 bis 1948 unterrichtete sie auch am Teachers College of Connecticut. Seit den 1950er Jahren setzte sie sich verstärkt für die Förderung von Komponistinnen in den USA ein. Bereits 1951 organisierte sie ein Konzert mit Werken von Marion Bauer. Mit Merle Montgomery bereitete sie Ende der 1960er Jahre ein Konzert mit Werken amerikanischer Komponistinnen im Musicians Club von New York vor. Als Vorsitzende der American Women Composers veröffentlichte sie 1970 ihr Directory of American Women Composers. Von 1970 bis 1979 war sie Leiterin des Decade of Women Committee der National Federation of Music Clubs.
Daneben war sie stets weiter als Komponistin aktiv. Zur Amtseinführung von Lyndon B. Johnson 1965 entstand Remember the Alamo!, ihre letzte Oper Daisy basiert auf dem Leben von Juliette Gordon Low, der Gründerin der Girl Scouts in den USA.